# Wat Phra That (Kamphaeng Phet)

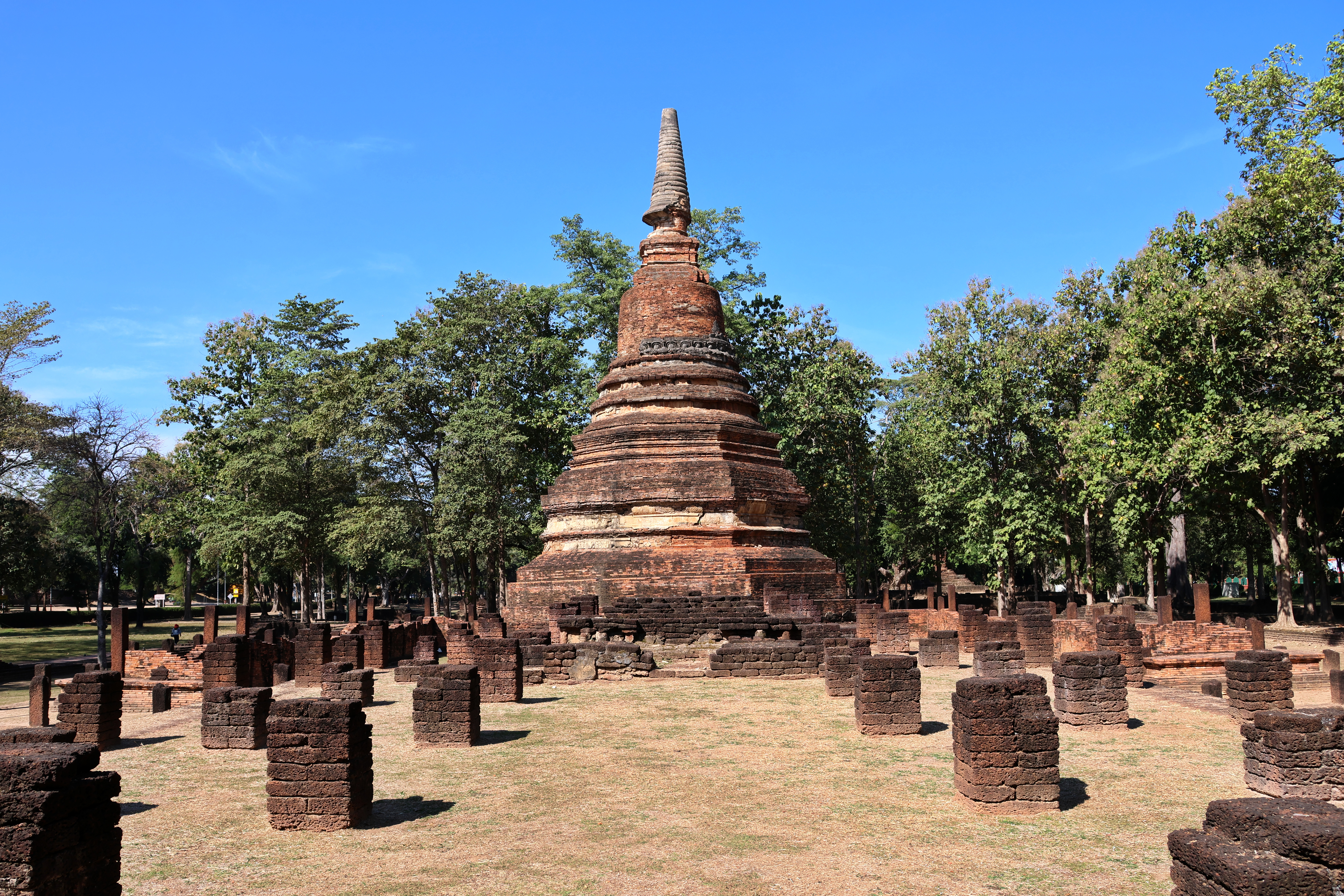
Wat Phra That (2023)

Der Wat Phra That (Thai วัดพระธาต กำแพงเพชร) ist eine buddhistische Tempelanlage (Wat) in Kamphaeng Phet in Nord-Thailand. 
Nach dem Wat Phra Kaeo ist er die wichtigste Tempelanlage der Stadt.

## Lage
Der Wat Phra That befindet sich direkt gegenüber dem Nationalmuseum Kamphaeng Phet und östlich des Wat Phra Kaeo inmitten der von einer Stadtmauer umgebenen Altstadt von Kamphaeng Phet. 

## Baugeschichte
Die gesamte Anlage des Wat Phra That ist vom klassischen Kamphaeng Phet-Stil geprägt.

## Sehenswürdigkeiten
Die dominierenden Bauwerke des Wat Phra That sind ein Chedi in ceylonesischem Stil einer Glocke, der aus Sandstein und Ziegeln gefertigt ist, und ein Viharn mit einer Umfassungsmauer, ebenfalls aus Sandstein, die zwei gegenüberliegende Tore besitzt. 
Der Chedi besitzt ein rechteckiges Fundament und wird von Säulen eingefasst. Er enthielt früher Relikte, deren Verbleib aber heute ungeklärt ist.